# Anne Gwynne

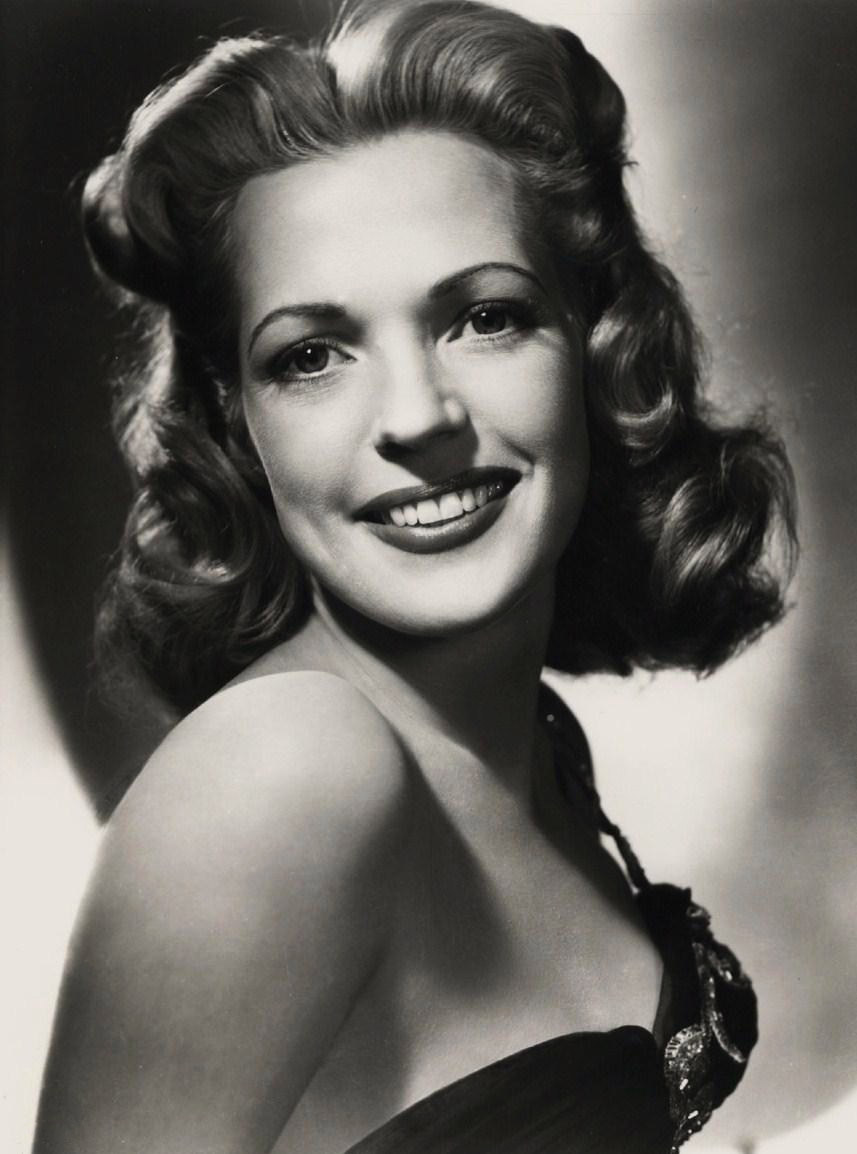
Anne Gwynne, 1940-tal.

Anne Gwynne, född 10 december 1918 i Waco, Texas, död 31 mars 2003 i Woodland Hills, Kalifornien, var en amerikansk skådespelare. Hon medverkade i över 50 Hollywoodfilmer.

## Filmografi, urval
- 1940 – Svarta fredagen
- 1940 – Vårparaden
- 1941 – Mysteriet svarta katten
- 1941 – Härligt men farligt
- 1941 – Mysteriet svarta katten
- 1942 – Olycksfåglar till häst
- 1944 – Dolda makter